# 鼻頭溪
25°09′46″N 121°27′06″E / 25.16278°N 121.45167°E
鼻頭溪，位於台灣新北市淡水區竿蓁里的一條溪流，為淡水河的支流。該溪發源於崩埤，流經外環道路（登輝大道）、竹圍內、蛤子山，過北淡路（省道台2線）鼻頭橋（橋名誤寫為鶯歌橋）及台北捷運淡水線後注入淡水河。 
1993年省道台2線進行擴寬工程，公路總局重建橋梁時，將橋名誤植為「鶯歌橋」，同時亦將其南側黃高溪（又稱鶯歌溪）的橋梁名稱誤植為「鼻頭橋」。雖經當地居民多次向交通部分應，至今仍未修改。
鼻頭溪河口南側不遠處為淡水紅樹林保護區。

## 臨近景物
- 淡水河紅樹林保護區